# طوطی‌های بال‌سرخ
طوطی‌های بال‌سرخ (نام علمی: Aprosmictus) یک سرده از طوطی‌ها در خانوادهٔ طوطیان سبز است. چندین عضو پیشین، از جمله طوطی شاهی استرالیایی، اکنون در سردهٔ طوطی‌های شاهی جای می‌گیرند.

## گونه‌ها
دارای دو گونه و پنج زیرگونه است.
- طوطی جونکیل (A. jonquillaceus)
  - A. j. jonquillaceus
  - A. j. wetterensis
- طوطی بال‌سرخ (A. erythropterus)
  - A. e. papua
  - A. e. coccineopterus
  - A. e. erythropterus